# S-Lactoylglutathion
Le S-lactoylglutathion est un adduit résultant notamment de la réaction du glutathion avec le méthylglyoxal catalysée par la lactoylglutathion lyase, ou glyoxalase I, et converti en D-lactate par l'hydroxyacylglutathion hydrolase, ou glyoxalase II.